# 英國獨立黨
英國獨立黨（英語：UK Independence Party，缩写為）是英國的一個右翼民粹主义政黨。該黨主要的政治理念是推動英國脫離歐盟。

## 歷史
該黨成立之初便以使英國脫離歐盟為目標，支持透過舉行公投退出歐盟。
不少英國獨立黨支持者是來自原保守黨的疑歐派強硬支持者，要求退出歐盟，並認為保守黨對歐盟的立場並不堅定。
2009年歐洲議會選舉，獨立黨一舉取得11個議席，與三大主流政黨保守黨、工黨和自由民主黨並駕齊驅。其後的2010年英國大選，獨立黨獲得九十多萬票，儘管未能取得任何議席。其後在多場地方議會的選舉，獨立黨勝出多個地方議席，使獨立黨逐漸引起英國社會的關注。
2013年英國地方议会選举，獨立黨取得大量地方政府议席，正式成為地方議會中的第四大黨。
2014年歐洲議會選舉，獨立黨成為英國73個席次中第一大黨，總得票數比工黨和保守黨為多。不少是原保守黨的支持者。
2014年9月，兩名保守黨下議院議員辭職並退出保守黨，以英國獨立黨名義參加補選，這已是保守黨兩個月內第二度有國會議員投靠反歐盟的英國獨立黨，另一名議員卡斯威爾（Douglas Carswell）上月才以保守黨無意認真推動歐盟改革為由率先倒戈。
2015年英国大选中，英国独立党获得总票数仅次于保守党和工党，位居第三位，但仅获得下议院的一个席位。党魁奈杰尔·法拉奇也在自己的选区中败选。他在大选后提出要辞去党魁一职，但未被党内接受。論得票率，獨立黨的得票從3.1%增長至12.6%，是英國第三大黨。
2016年英國脫離歐盟公投後，法拉奇在2016年7月4日宣佈已達成個人從政目的，辭去英國獨立黨黨魁一職。
2017年5月英国地方选举中独立党仅获得兰开夏郡的一个席位——丧失了145个席位。從此獨立黨的票源和地位便被新成立的英國脫歐黨取代，並於2021年地方選舉中失去所有層級議會席位。

## 另見
- 英國脫離歐盟
- 英国改革党

## 外部連結
- 英國獨立黨網站 （页面存档备份，存于）（英文）